# Большой Унзас
Большой Унзас  (Большая Речка) — река в Кемеровской области России. Устье реки находится в 45 км от устья реки Мрассу. Длина реки составляет 106 км, площадь водосборного бассейна — 956 км².

## Притоки
- 22 км: Пиимза
- 38 км: Верхняя Егоза
- 40 км: Мезис
- 54 км: Нижняя Комуста
- 57 км: Жемжес
- 63 км: Верхняя Комуста
- 74 км: Большая Викторьевка
- 93 км: Таенза (Темза, Таензас)

## Данные водного реестра
По данным государственного водного реестра России относится к Верхнеобскому бассейновому округу, водохозяйственный участок реки — Томь от истока до города Новокузнецк, без реки Кондома, речной подбассейн реки — Томь. Речной бассейн реки — (Верхняя) Обь до впадения Иртыша.

## Населенные пункты
Протекает по территории поселка Шерегеш